# Chicán
Chicán ist eine Ortschaft und eine Parroquia rural („ländliches Kirchspiel“) im Kanton Paute der ecuadorianischen Provinz Azuay. Die Parroquia besitzt eine Fläche von 29,24 km². Die Einwohnerzahl lag im Jahr 2010 bei 3644.

## Lage
Die Parroquia Chicán liegt am rechten Flussufer des Río Paute im Nordosten der Provinz Azuay. Der Ort Chicán befindet sich auf einer Höhe von 2420 m, 4,5 km südlich des Kantonshauptortes Paute. Das Verwaltungsgebiet erstreckt sich über den Westhang eines 3100 m hohen Bergkamms. Im Südwesten reicht die Parroquia bis an das Ufer des Río Paute.
Die Parroquia Chicán grenzt im Nordosten an den Kanton Guachapala, im Osten und im Süden an die Parroquia Mariano Moreno (Kanton Gualaceo), im Südwesten an die Parroquia El Cabo sowie im Westen und im Nordwesten an Paute.

## Geschichte
Die Parroquia wurde am 19. Oktober 1936 als Teil des Kantons Paute unter der Bezeichnung "Guillermo Ortega" gegründet. Der Name erinnerte an den Führer einer Bürgerbewegung in Paute. Am 18. Mai 1961 kam es zu einer Namensänderung der Parroquia. Der neue Name "Chicán" kommt aus der Sprache der Kañari und bedeutet „etwas Anderes“ oder „etwas Besonderes“.